# K-114 Tula
K-114 Tula (rusko К-114 Тула) je strateška jedrska podmornica razreda Delfin Ruske vojne mornarice. Poimenovana je po mestu Tula. Projekt je razvil konstruktorski biro Rubin, glavni konstruktor pa je bil Sergej Nikitič Kovaljov. Njen gredelj je bil položen 22. februarja 1984, splavljena je bila 22. januarja 1987, predaja vojni mornarici pa je bila 30. oktobra 1987 in podmornica je postala operativna v 31. diviziji podmornic Severne flote v Gadžijevem.
Med leti 1987 in 1998 je opravila sedem bojnih dežurstev.
21. avgusta 1995 je bila poimenovana po mestu Tula.
Podmornica je bila modernizirana dvakrat, med letoma 2000 in 2006 ter med letoma 2014 in 2017.
17. in 25. decembra 2007, 11. oktobra 2008, 4. marca 2010, 29. septembra 2011, 5. novembra 2014, 24. avgusta 2019 in oktobra 2023 je izvedla izstrelitve raket. V letih 2021 in 2022 je bila prav tako aktivna.